# Politique aux Comores
Le système politique de l'union des Comores est celui d'une république fédérale à régime présidentiel, multipartite et largement décentralisée, où le président est à la fois chef de l'État et chef du gouvernement. Le pouvoir exécutif est aux mains du gouvernement tandis que le pouvoir législatif fédéral est partagé entre le gouvernement et le parlement.
La Constitution prévoit qu'un représentant de chacune des îles accède tous les quatre ans (puis cinq ans) au poste de président du gouvernement. La Grande Comore est représentée par Azali Assoumani entre 2002 à 2006, Anjouan l'est de 2006 à 2011 par Ahmed Abdallah Mohamed Sambi puis Mohéli de mai 2011 à mai 2016 par Ikililou Dhoinine. Considérant que Mayotte fait partie intégrante de son territoire, la constitution de l'union des Comores prévoit que cette présidence tournante échoie à Mayotte en 2016. Mais Mayotte étant devenu département français en 2011, un problème constitutionnel naît de cette situation. Le 12 mai 2016, à la suite d'élections partielles dans 13 bureaux de l'île d'Anjouan, complétant les élections générales du 10 avril, la vice-présidente de la CENI annonce la victoire d'Azali Assoumani au poste de président, dans une grande confusion provoquée par le départ sans explication du président de la CENI et de quelques-uns de ses collègues.

## Pouvoir exécutif
| Fonction  | Nom             | Parti                                    | Depuis       |
| --------- | --------------- | ---------------------------------------- | ------------ |
| Président | Azali Assoumani | Convention pour le renouveau des Comores | 3 avril 2019 |

La présidence est assurée par un ressortissant de chaque île à tour de rôle. Les prérogatives du président de l'Union sont la politique extérieure et la défense. La fonction de Premier ministre a été abolie. Les îles disposent d'une large autonomie portant sur l'économie, les impôts, la santé, la justice, etc.
Les rivalités entre les îles et le pouvoir central ont perturbé la vie institutionnelle de l'île, notamment la prise de contrôle d'Anjouan par le colonel Bacar, terminée par une intervention militaire de l'Union africaine en 2008.
La révision de la Constitution exacerbe les tensions entre le pouvoir central et l'île de Mohéli, dont devrait être issu le président succédant à M. Sambi.
Un référendum constitutionnel tenu le 22 mai 2009, approuvé officiellement par 93,8 % des suffrages exprimés avec une participation de 52,7 % des inscrits, renforce les pouvoirs du président de l'Union, ceux des îles devenant des « gouverneurs » aux pouvoirs réduits et les assemblées des îles deviendront les « conseils » des îles avec des députés devenus « conseillers ».
Le mandat du président Sambi est prolongé d'un an et ceux des présidents des îles réduits d'un an pour être tous renouvelables en 2011. L'islam devient « religion d'État », alors que la Constitution actuelle le définit seulement comme « inspirateur des règles et principes qui régissent l'union des Comores ».

## Pouvoir législatif
L'Assemblée de l'Union est le parlement monocaméral. Composée de 33 membres dont 18 élus dans des circonscriptions à siège unique et 15 représentants des assemblées régionales élus au suffrage indirect. Les membres sont élus pour cinq ans.
- L'assemblée de Grande Comore possède 20 membres.
- L'assemblée d'Anjouan possède 25 membres.
- L'assemblée de Mohéli possède 10 membres.

## Partis politiques et élections
| FNR         | Forum nationale de reprise                             | Pro-fédéral            |
| NJ          | Front national pour la justice                         | Islamiste              |
| RND         | Rassemblement national pour le développement           | Conservateur           |
| UCP         | Union comorienne pour le progrès                       |                        |
| UNF         | Front national uni                                     | Anti-Abdallah          |
| FNUK-Unikom | Front national Uni des Komoriens - Union des Komoriens | Anti-Soilih            |
| MLIC        | Mouvement pour la libération des Îles Comores          | Indépendantiste        |
| PB          | Parti blanc                                            | Officiellement le RDPC |
| PV          | Parti vert                                             | Officiellement l'UDC   |
| RDPC        | Rassemblement démocratique du peuple comorien          | Démocrate              |
| UDC         | Union démocratique des Comores                         | Conservateur           |
| MDA         | Mouvement démocratique pour l'avenir des Comores       | Démocrate              |
| SWAUTI      | Parti Politique SWAUTI                                 | Centre                 |
| DD          | Duja dzima                                             |                        |

Le Parti SWAUTI, fondé le 22 décembre 2022,  a fixé ses objectifs : « participer au renouvellement de la classe politique avec une nouvelle génération de jeunes leaders compétents et engagés », ou encore de «constituer une nouvelle force de proposition politique pour la gouvernance du pays autour d’un projet ambitieux et crédible».
Un nouveau parti, nommé Ushe, se présentant comme panafricain et privilégiant le « bien-être social » est fondé en août 2024.

## Pouvoir judiciaire
La Cour suprême compte deux membres nommés par le président, deux membres élus par l'Assemblée fédérale et un par le Conseil de chaque île.

## Relations internationales
Le pays entretient une relation compliquée avec la France, en raison du contentieux sur Mayotte. La France et l'union des Comores ont néanmoins signé en 2010 un nouvel accord de défense, alors que la coopération militaire était suspendue depuis le coup d'État d’Azali Assoumani en 1999.
Sous la présidence Sambi, le pays s'est fortement rapproché des pays arabes (Libye, Koweït), de l'Iran, ainsi que de la Chine.